# Spilopteron splendidum
Spilopteron splendidum är en stekelart som beskrevs av Wang 1988. Spilopteron splendidum ingår i släktet Spilopteron och familjen brokparasitsteklar. Inga underarter finns listade i Catalogue of Life.